# Beausoleil
Beausoleil (nissart-okzitanisch Bèusoleu) ist eine französische Stadt mit 12.430 Einwohnern (Stand 1. Januar 2022) im Département Alpes-Maritimes in der Region Provence-Alpes-Côte d’Azur. Sie gehört zum Arrondissement Nizza und zum Gemeindeverband Riviera Française.

## Geografie
Die Stadt Beausoleil liegt nahe der Côte d’Azur und grenzt unmittelbar nordwestlich an das Fürstentum Monaco, wobei die Siedlungsgebiete auf fast 2,5 Kilometer Länge ineinander übergehen. Teilweise gehören Häuser auf einer Straßenseite zu Beausoleil, auf der gegenüberliegenden zu Monaco. Das Gemeindegebiet zieht sich in Richtung Nordwesten die Ausläufer der französischen Seealpen hinauf. Die Lage oberhalb Monacos bietet zahlreiche Aussichtspunkte wie den 291 m hohen Mont des Mules. Ganz im Norden der Stadt verläuft die Autoroute A8.
Nachbargemeinden sind im Norden Peille, im Nordosten Roquebrune-Cap-Martin, im Osten und Süden die monegassischen Stadtbezirke Jardin Exotique, Les Moneghetti, Ravin de Sainte-Dévote, Monte-Carlo und La Rousse sowie im Westen an das französische La Turbie.

## Geschichte
Die Gemeinde Beausoleil wurde 1904 durch Auslagerung aus dem Gemeindegebiet von La Turbie gegründet. Die Neuorganisation war wegen der enormen Bautätigkeit und den schnell steigenden Einwohnerzahlen an der Grenze zum Fürstentum Monaco notwendig geworden. Die neue Gemeinde sollte ursprünglich den Namen Monte-Carlo-Supérior erhalten. Nach Protesten durch das Fürstenhaus wurde der Name Beausoleil gewählt, um Touristen anzusprechen (beau=schön, soleil=Sonne).
Das starke Wachstum der neuen Gemeinde war vor allem auf die Entwicklung des Tourismus und des Glücksspiels in Monte Carlo zurückzuführen. Dort wurden viele Arbeitsplätze geschaffen, was Einwanderer aus Italien und der ländlichen Umgebung anzog.
Die Bausubstanz weist nahe der Grenze zum Fürstentum einige Gebäude der Belle Époque auf. Zu Beginn des 20. Jahrhunderts übte die italienische Konsularagentur eine enge Kontrolle über die ansässigen italienischen Arbeiter aus. Auf den Berghängen finden sich zahlreiche Villen. 1944 versuchte sich hier die Kollaborateurin und Schauspielerin Mireille Balin zu verstecken.

### Bevölkerungsentwicklung
Mit 12.430 Einwohnern (Stand 1. Januar 2022) gehört Beausoleil zu den 20 größten Gemeinden des Départements Alpes-Maritimes. Nachdem die Einwohnerzahl nach der Gründung der Gemeinde 1904 bis zum Beginn der 1920er Jahre auf über 8000 stieg, wurde danach ein weiteres Bevölkerungswachstum verzeichnet.
| Jahr                       | 1962   | 1968   | 1975   | 1982   | 1990   | 1999   | 2011   | 2021   |
| Einwohner                  | 12.833 | 14.144 | 12.208 | 11.664 | 12.326 | 12.775 | 13.567 | 12.674 |
| Quellen: Cassini und INSEE |        |        |        |        |        |        |        |        |

## Sehenswürdigkeiten
- Mont des Mules, ein langgestrecktes Kalksteinplateau mit Blick auf das Fürstentum Monaco mit Überresten von Trockenmauern einer ligurischen Siedlung, als Monument historique eingestuft[4]
- Riviera Palace, zwischen 1898 und 1902 nach Plänen des Architekten Georges Chedanne errichtet, heute Wohnhaus, seit 1989 Monument historique[5]
- Sanctuaire Saint-Joseph, zwischen 1913 und 1930 in neuromanischem Stil erbaute Kirche mit sehenswerten Glasfenstern der Glasmalerei Mauméjean[6]

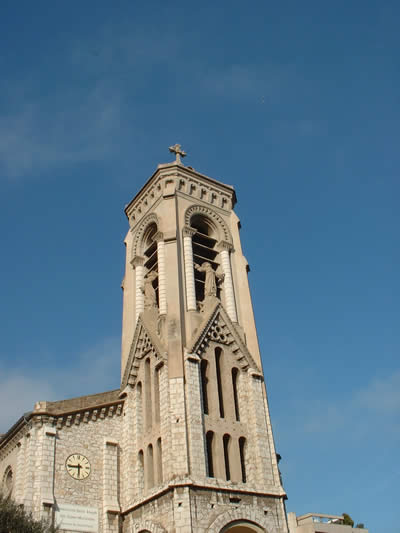
Turm der Sanctuaire Saint-Joseph
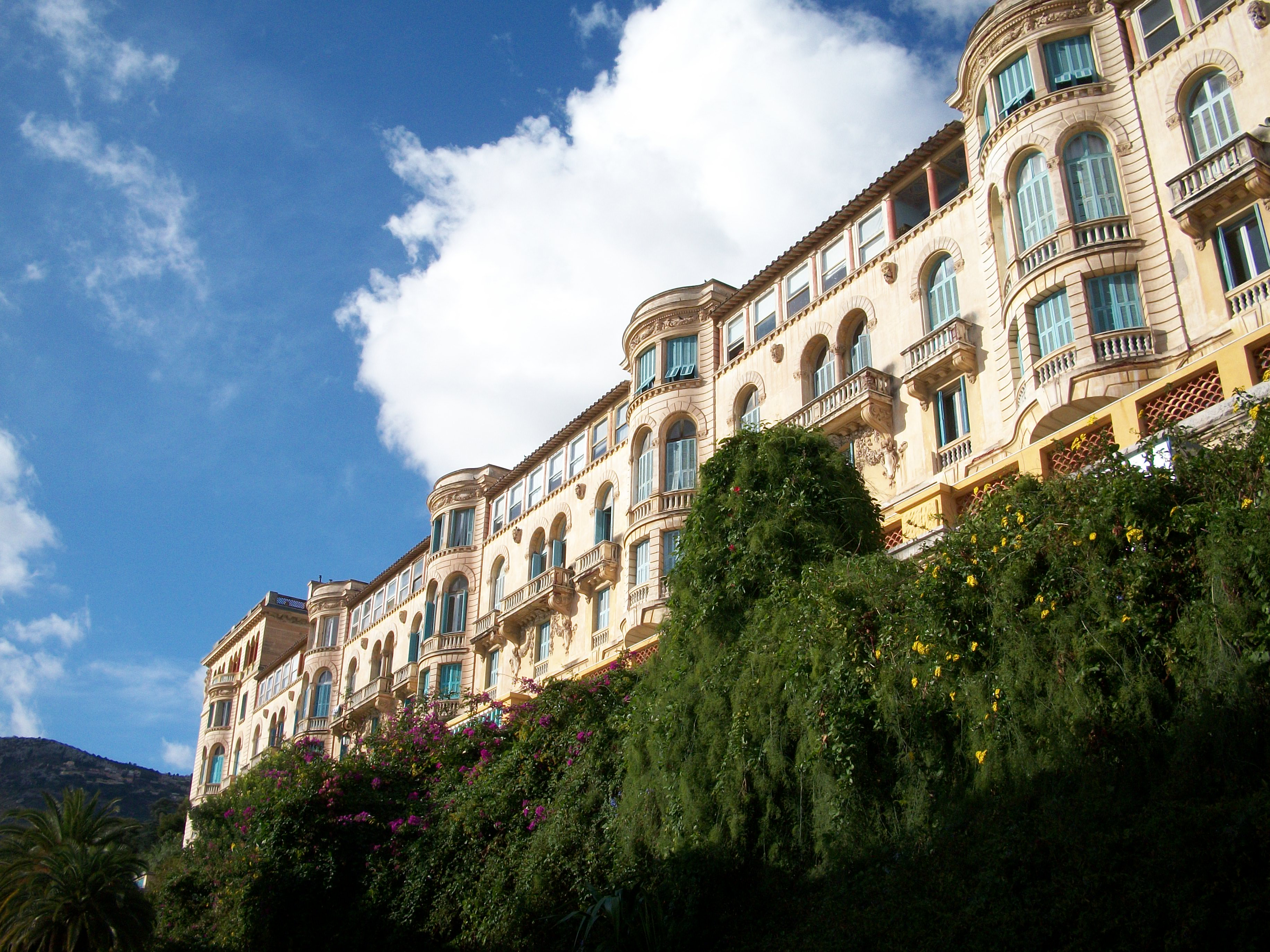
Fassade des ehemaligen Riviera Palace

## Wirtschaft und Infrastruktur
Die Haupterwerbsquelle der Einwohner ist der Tourismus mit zahlreichen Hotels, Pensionen und Ferienwohnungen mit den dazugehörigen Gaststättenbetrieben. In der Gemeinde sind darüber hinaus 170 Einzelhandelsunternehmen ansässig.
Durch die Stadt Beausoleil führt die Fernstraße D 6007 von Nizza nach Menton. Unmittelbar nördlich besteht ein Anschluss an die Autoroute A 8 von Aix-en-Provence nach Italien. Der nahegelegene Bahnhof in Roquebrune-Cap-Martin liegt an der Bahnstrecke Marseille–Ventimiglia.

## Städtepartnerschaft
Seit 1995 besteht eine Partnerschaft mit der oberitalienischen Stadt Alba.

## Persönlichkeiten
- Guillaume Apollinaire (1880–1918), Autor, lebte zeitweise im Ortsteil Carnier
- Renée Saint-Cyr (1904–2004), Schauspielerin, in Beausoleil geboren
- Léo Ferré (1916–1993), Chansonnier, lebte während des Zweiten Weltkriegs in Beausoleil
- Roger Albin (1920–2001), Violoncellist, Dirigent und Komponist, in Beausoleil geboren
- Cécile Agnel (1921–1943), Skirennläuferin, in Beausoleil geboren
- Armand Gatti (1924–2017), Schriftsteller, Theater- und Filmregisseur, in Beausoleil aufgewachsen
- Ange Mancini (* 1944), Politiker, in Beausoleil geboren
- Daniel Ducruet (* 1964), von 1995 bis 1996 der Ehemann von Stéphanie von Monaco, in Beausoleil geboren